# Ministère de l'Enfance (Norvège)
Le ministère de l'Enfance et des Familles (en norvégien : Barne- og familiedepartementet, BFD) est le département ministériel responsable de l'enfance, de la jeunesse, de la famille, des religions et de la consommation du royaume de Norvège.

## Historique
Le ministère de l'Enfance et des Affaires familiales (Barne- og familiedepartementet, BFD) est créé le 1er janvier 1991 par le renommage du ministère des Affaires familiales et de la Consommation ; il perd le 1er janvier 2006 ses compétences sur la petite enfance, qui revient au ministère de l'Éducation. Il devient à cette occasion le ministère de l'Enfance et de l'Égalité (Barne- og likestillingsdepartementet, BLD).
Ayant intégré le 1er janvier 2010 les attributions du ministère du Travail en matière d'inclusion et d'intégration, il change à nouveau de titre et prend celui de ministère de l'Enfance, de l'Égalité et de l'Inclusion sociale (Barne-, likestillings- og inkluderingsdepartementet, BLD). Il perd finalement ces compétences le 1er avril 2016 au profit du ministre de l'Immigration (au sein du ministère de la Justice) et retrouve ainsi son nom de ministère de l'Enfance et de l'Égalité.
Le 3 mai 2019, il se voit retirer ses attributions en matière d'égalité au profit du ministère de la Culture, tandis qu'il récupère celles dans le domaine des affaires religieuses de ce même département; il prend alors son titre actuel.

## Fonctions

### Missions
Le ministère est chargé, : 
- de l'aide sociale à l'enfance ;
- des affaires familiales ;
- des affaires religieuses ;
- des droits des consommateurs ;
- de l’adolescence et de la jeunesse ;
- de la participation des jeunes aux processus de prise de décision.

### Organisation
Le ministère s'organise entre les départements suivants : 
- département de l'Aide sociale à l'enfance ;
- département de l'Enfance, de la Jeunesse et des Affaires familiales ;
- département de la Consommation et des Affaires religieuses et spirituelles ;
- département de la Planification et de l'Administration.

## Ministres
| Titulaire | Titulaire                   | Dates      | Dates       | Dates                      | Parti | Gouvernement   |
| --------- | --------------------------- | ---------- | ----------- | -------------------------- | ----- | -------------- |
|           | Matz Sandman                | 01/01/1991 | 15/11/1991  | 10 mois et 14 jours        | Ap    | Brundtland III |
|           | Grete Anni Berget           | 15/11/1991 | 25/10/1996  | 4 ans, 11 mois et 10 jours | Ap    | Brundtland III |
|           | Sylvia Brustad              | 25/10/1996 | 17/10/1997  | 11 mois et 22 jours        | Ap    | Jagland        |
|           | Valgerd Svarstad Haugland   | 17/10/1997 | 17/03/2000  | 2 ans et 5 mois            | KrF   | Bondevik I     |
|           | Karita Bekkemellem          | 17/03/2000 | 19/10/2001  | 1 an, 7 mois et 2 jours    | Ap    | Stoltenberg I  |
|           | Laila Dåvøy                 | 19/10/2001 | 17/10/2005  | 3 ans, 11 mois et 28 jours | KrF   | Bondevik II    |
|           | Karita Bekkemellem          | 17/10/2005 | 18/10/2007  | 2 ans et 1 jour            | Ap    | Stoltenberg II |
|           | Manuela Ramin-Osmundsen     | 18/10/2007 | 15/02/2008  | 3 mois et 28 jours         | Ap    | Stoltenberg II |
|           | Trond Giske (intérim)       | 15/02/2008 | 29/02/2008  | 14 jours                   | Ap    | Stoltenberg II |
|           | Anniken Huitfeldt           | 29/02/2008 | 20/10/2009  | 1 an, 7 mois et 21 jours   | Ap    | Stoltenberg II |
|           | Audun Lysbakken             | 20/10/2009 | 05/03/2012  | 2 ans, 4 mois et 14 jours  | SV    | Stoltenberg II |
|           | Kristin Halvorsen (intérim) | 05/03/2012 | 23/03/2012  | 18 jours                   | SV    | Stoltenberg II |
|           | Inga Marte Thorkildsen      | 23/03/2012 | 16/10/2013  | 1 an, 6 mois et 23 jours   | SV    | Stoltenberg II |
|           | Solveig Horne               | 16/10/2013 | 17/01/2018  | 4 ans, 3 mois et 1 jour    | FrP   | Solberg        |
|           | Linda Hofstad Helleland     | 17/01/2018 | 22/01/2019  | 1 an et 5 jours            | H     | Solberg        |
|           | Kjell Ingolf Ropstad        | 22/01/2019 | 20/09/2021  | 2 ans, 7 mois et 29 jours  | KrF   | Solberg        |
|           | Olaug Bollestad             | 20/09/2021 | 14/10/2021  | 24 jours                   | KrF   | Solberg        |
|           | Kjersti Toppe               | 14/10/2021 | 04/02/2025  | 3 ans, 3 mois et 21 jours  | Sp    | Støre          |
|           | Lene Vågslid                | 04/02/2025 | en fonction | 1 mois et 10 jours         | Ap    | Støre          |